# Nel·lo Navarro
Manuel-Francesc Navarro del Alar, més conegut com a Nel·lo Navarro (la Vall d'Uixó, Plana Baixa, 8 de gener de 1960) és un escriptor i periodista valencià. Autor prolífic, ha conreat diversos gèneres literaris com ara la novel·la, el relat, la poesia i el teatre. Nel·lo Navarro va ser soci fundador de El Pont. Cooperativa de Lletres; associació formada per escriptors de les comarques de Castelló.
És autor d'estudis sobre la Guerra Civil Espanyola de 1936-1939, entre els quals destaca Símbols en el ferro, el primer corpus editat sobre municions utilitzades en aquest conflicte bèl·lic. Ha publicat també diversos treballs d'investigació etnològica i social dins l'àmbit de la Vall d'Uixó i la comarca de la Plana Baixa.
La pràctica del periodisme professional l'ha exercida a diversos mitjans de comunicació com ara el diari Mediterráneo i Canal 9 Televisió.
L'any 2017 va fundar i va posar en marxa l'editorial TRENCATIMONS Editors.
Actualment és director del Centre d'Estudis Vallers de l'ajuntament de la Vall d'Uixó i del festival de poesia POETES&Cia.

## Obres

### Novel·la i reculls de relats
- L'ovidi i altres narracions. Editorial Proa. Barcelona 2000. (Premi Vent de Port 1999.)
- La pantagruèlica guerra de Miquel Miracle. Novel·la. Pagès Editors. Lleida. 2001.
- Cantó de la Dula. Relats. Brosquil Edicions. València 2002.
- Les quatre banderes i altres relats. Relats. Brosquil Edicions. València 2004.(Premi Ciutat de Puçol 2003.)
- Les mans i altres relats de guerra. Relats. Unaria Ediciones. Castelló de la Plana 2014. (Premi Josep Pascual Tirado de narrativa 2013.)
- Els fils de la memòria. Llegendes populars de la Plana Baixa. Coautor juntament amb Josep V. Font i Ten. Onada Edicions. Benicarló 2015.
- Una galàxia!. Relat. Edició limitada a 50 exemplars numerats. Trellat Formació. La Vall d'Uixó 2016.

### Poesia
- La nafra del teu monòleg. Ajuntament de Castelló. Biblioteca Ciutat de Castelló 1996.(Premi Poesia de la Mar-Miquel Peris i Segarra, Castelló de la Plana 1995.)
- Si sent la fressa de les plomes que neveguen.Centre Excursionista de Castelló-Fundació Dàvalos-Fletcher. 1997.(Premi de Poesia de Muntanya Miquel Peris Segarra, Castelló de la Plana, 1996.)
- Vint-i-una notes sobre la taula. Editorial Columna. Barcelona. 1997.(Premi 25 d'Abril, Benissa, 1996.)
- Illa. La Vall d'Uixó 1998.(Premi Ciutat de la Vall d'Uixó 1997.)
- L'empremta dels ammonits. Brosquil Edicions. València 2002.(Premi Jaume Bru i Vidal-Camp de Morvedre 2002.)
- Xalet Victoria. Tres i Quatre. València 2006.(Premi Festa d'Elx 2005.)
- Ophiusa. Ajuntament de Castelló. Biblioteca Ciutat de Castelló 2006.(Premi Poesia de la Mar-Miquel Peris i Segarra, Castelló de la Plana 2005.)
- L'exili de les libèl·lules. Ajuntament de Castelló. Biblioteca Ciutat de Castelló 2014.(Premi Poesia de la Mar-Miquel Peris i Segarra, Castelló de la Plana 2013.)
- Singladura Incerta. Ajuntament de Nules 2014. (Premi Poesia Flor Natural, Jocs Florals de Nules 2013.)
- En la tasca de direcció de del festival de poesia POETES&Cia ha editat i dirigit els poemaris col·lectius: Degoteig (2018), Uskut (2019), Plogging (2020) Home de paraules, dicat al poeta Antoni Ferrer (2021) Silenci (2022), Urbs (2023) i Un acte d'amor amb versos (2024), tots ells publicats per l'Ajuntament de la Vall d'Uixó.

### Narrativa infantil i juvenil
- El camí secret de l'aigua. Brosquil Edicions. València 2005.Amb il·lustracions de Conxa Llombart. Traduïda al castellà amb el títol El camino secreto del agua.
- La plaça dels Paraigües Perduts. Ajuntament de la Vall d'Uixó 2007. Amb il·lustracions de Conxa Llombart. Traduïda al castellà amb el títol La plaza de los paraguas perdidos.
- El riu d'Aleix i Paula. TRENCATIMONS.Editors. La Vall d'Uixó 2017. Amb il·lustracions de Conxa Llombart. Traduïda al romanés amb el títol Râul lui Alex şi Paula. Traduïda també a l'àrab amb el títol نهر السمكة الحمراء واليعسوب
- El gegant Pegabrams. Coautor juntament amb Josep Vicent Font i Ten. TRENCATIMONS Editors 2019. Amb il·lustracions de del mateix autor. Traduïda al romanés amb el títol Uriașul Pegabrams.
- La font de la Servera. Coautor juntament amb Josep Vicent Font i Ten. TRENCATIMONS Editors 2019. Amb il·lustracions de del mateix autor. Traduïda al romanés amb el títol Fântâna Servera.
- L'Auela Mareta.Coautor juntament amb Josep Vicent Font i Ten. TRENCATIMONS Editors 2020. Amb il·lustracions d'Hebe Canós. Traduïda al romanés amb el títol Bunica Mareta.
- La Cova dels Orgues.Coautor juntament amb Josep Vicent Font i Ten. TRENCATIMONS Editors 2021. Amb il·lustracions de Conxa Llombart. Traduïda al romanés amb el títol Pestera Orgii.
- El Moro Mussa. Coautor juntament amb Josep Vicent Font i Ten. TRENCATIMONS Editors 2022. Amb il·lustracions de Jose Blasco. Traduïda al romanés amb el títol Musulmanul Mussa.
- La Boca de Fardatxo. Coautor juntament amb Josep Vicent Font i Ten. TRENCATIMONS Editors 2023. Amb il·lustracions de Larimar Luna Moya. Traduïda al romanés amb el títol Pisica Neagrâ.
- L'Escoladora del Moros. Coautor juntament amb Josep Vicent Font i Ten. TRENCATIMONS Editors 2024. Amb il·lustracions de Markus Khabaz. Traduïda al romanés amb el títol Prâpastia Maurilor.
- El camí secret de la cova de Sant Josep. TRENCATIMONS Editors 2024. Amb il·lustracions de Conxa Llombart.

### Investigació
- Gols i sabates. De l'Espadán al Piel, mig segle de futbol a la Vall d'Uixó. Centre d'Estudis Vallers. La Vall d'Uixó 2006.
- Símbols en el ferro. Corpus de municions de la Guerra Civil Espanyola. Coautor juntament amb José Manuel Palomar Abascal. Editorial Base. Barcelona 2008.
- Els avions de la por. Estudi sobre els bombardejos de la Legió Còndor contra la Vall d'Uixó del 1938. Revista AIGUALIT. Centre d'Estudis Vallers. La Vall d'Uixó 2008.
- El pintor de saltimbanquis i cosidores. Una aproximació a la biografia i l'obra de José Miralles Darmanín. Revista ORLEYL. Associació Arqueològica de la Vall d'Uixó 2011.
- El pintor José Miralles Darmanín a través de la cartofília. Revista AIGUALIT. Centre d'Estudis Vallers. La Vall d'Uixó 2015.
- Josep Lalueza Lacambra. Un milicià de la cultura de la 57 BM a la serra d'Espadà. Trencatimons Editors. La Vall d'Uixó 2018.
- Imatges entre dos segles. La Vall d'Uixó-Crònica gràfica I. Trencatimons Editors. La Vall d'Uixó 2021.
- El Poblet. Llibre d'or de la Colònia Segarra. La Vall d'Uixó-Crònica gràfica II. Trencatimons Editors. La Vall d'Uixó 2021.
- La memòria dels carrers de pedra. Trencatimons Editors. La Vall d'Uixó 2023.
- Agustín Lizano Ornaque. Un pilot de les Forces Aèries de la Republica soterrat al cementeri municipal de Fondeguilla. Centre d'Estudis Vallers. La Vall d'Uixó 2024.
- Els ocells del nostre entorn. Mostra d'aus de la Vall d'Uixó i els seus voltants. Centre d'Estudis Vallers. La Vall d'Uixó 2024.
- El "diluvio" de La Estrella. Trencatimons Editors. La Vall d'Uixó 2025.
- El sabater de l'infern. De la Vall d'Uixó a Mauhausen: el deportat Joaquín Duplà Salvador i el seu temps. Trencatimons Editors. La Vall d'Uixó 2025.